# Calosoma fabulosum
Calosoma fabulosum is een keversoort uit de familie van de loopkevers (Carabidae). De wetenschappelijke naam van de soort is voor het eerst geldig gepubliceerd in 1933 door Semenov & Znojko.
De kever wordt 26 tot 28 millimeter lang en is brachypteer (kan niet vliegen).
De soort komt voor in Afghanistan op hoogtes rond 3000 meter boven zeeniveau.